# Lista de rochas

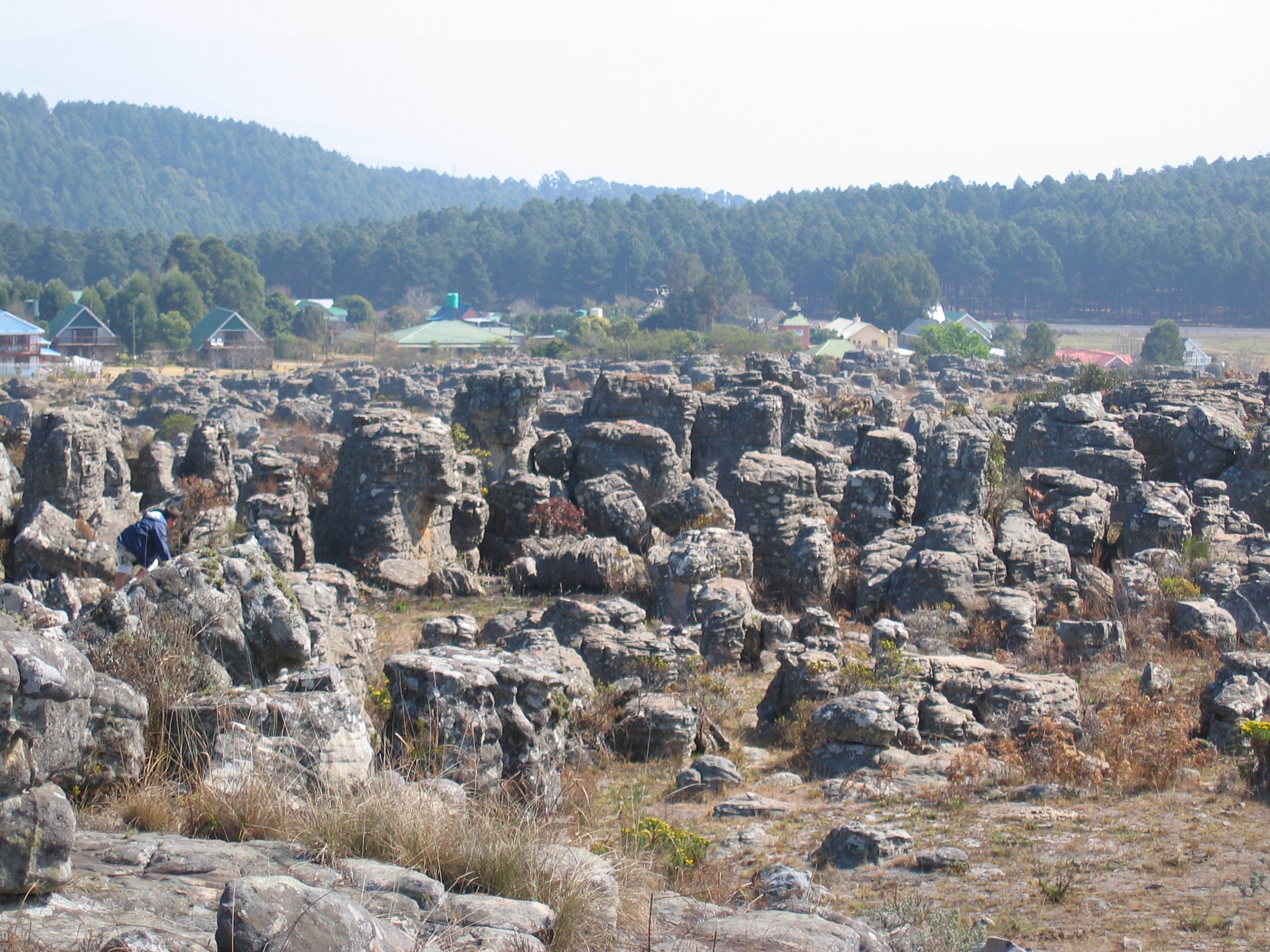
Rocha arenitosca cuja origem é sedimentar e sua morfologia é produto da erosão. Localidade de Kaapsehoop, África do Sul

Denomina-se rocha ao conjunto de minerais e fragmentos de outras rochas que se relacionam entre si no tempo, no espaço e na sua formação, e que fazem parte da litosfera. Existem diferentes tipos de rochas, as que se classificam em função do fenómeno que as formou, se distinguindo três grandes grupos:
- Rochas ígneas ou magmáticas: este tipo de rochas formam-se ao consolidar um magma.[2] Se a consolidação produz-se em zonas profundas da litosfera, denominam-se rochas plutónicas ou intrusivas. Se, pelo contrário, cristalizam na superfície, denomina-se-lhes rochas vulcânicas ou extrusivas. Se a formação realiza-se para perto de a superfície, recheando estruturas como diques, lacolitos, filões ou similares, se lhes denomina rochas filonianas, subvolcánicas ou hipoabisais.[3]
- Rochas metamórficas: são aquelas rochas que têm sofrido um processo de metamorfismo, isto é, que têm sofrido transformações em estado sólido devido a uma mudança nas condições de pressão, temperatura e à presença de fluídos quimicamente activos.[4]
- Rochas sedimentares: são aquelas que se formaram por acumulação e diagénesis de materiais que têm sofrido transporte e sedimentação numa bacia sedimentar, e onde ademais podem intervir outros factores como a atividade biológica e a precipitação química.[5]

## Rochas ígneas

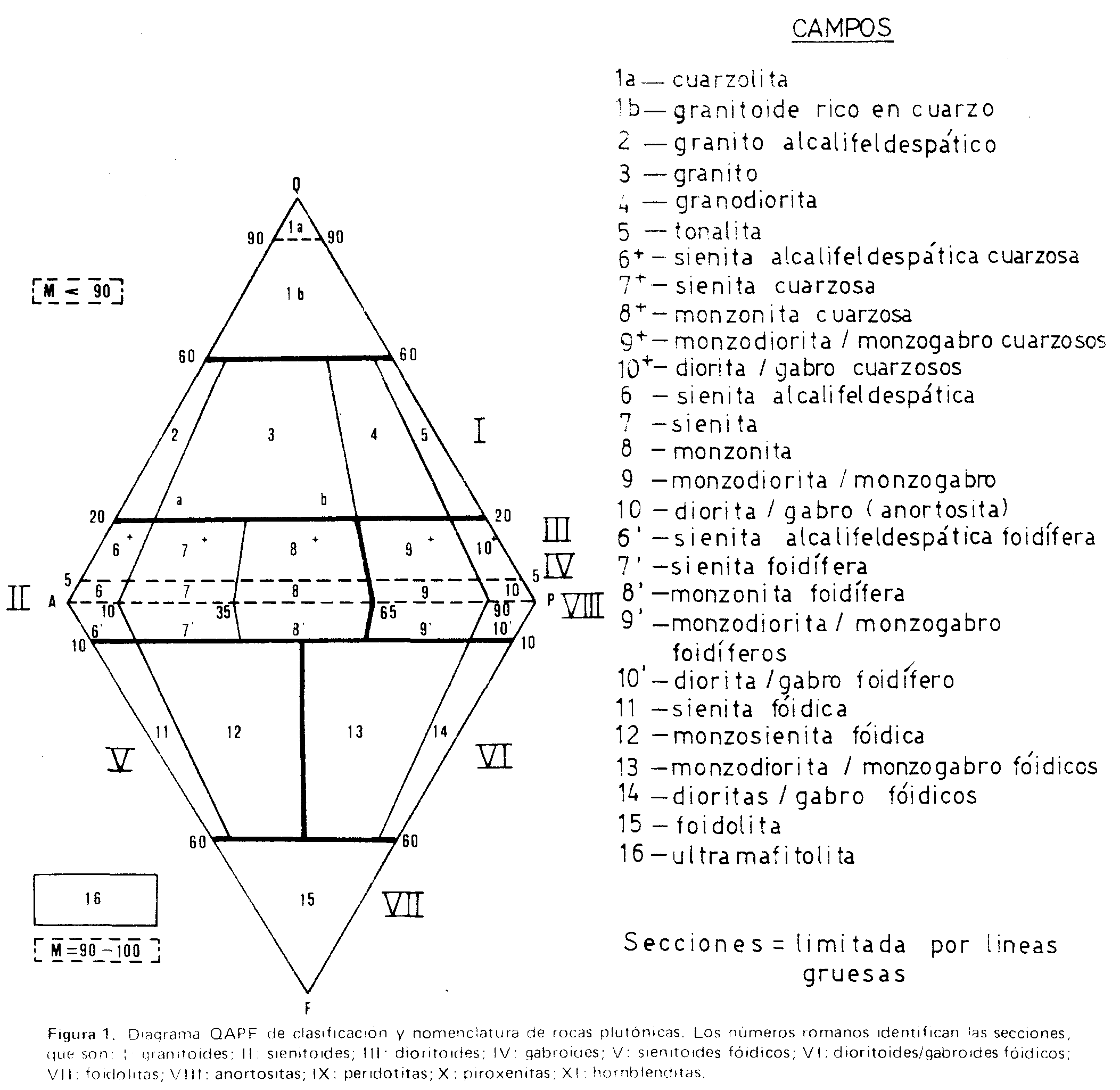
Diagrama QAPF para rochas plutónicas

Uma classificação das rochas ígneas baseia-se na quantidade de sílica (SiO2) presente. Assim se distinguem:
- rochas ácidas (>65% SiO2).
- rochas intermediárias (65-52% SiO2).
- rochas básicas (52-45% SiO2).
- rochas ultrabásicas (<45% SiO2).[6]

Outra classificação empregada utiliza o diagrama de Streckeisen ou QAPF, que tem em conta o conteúdo mineral modal de quartzo, feldespato alcalino, plagioclase e feldespatoides. Em caso que a rocha que se vai classificar contenha menos de 10% destes minerais, se devem usar outros diagramas diferentes baseados na presença de minerais máficos, como pode ser o diagrama Olivina-Clinopiroxena-Ortopiroxena.

## Rochas metamórficas
As classificações das rochas metamórficas costumam ter em consideração aspectos como a natureza da rocha de origem, a textura e a composição mineralógica. Desde um ponto de vista composicional, existem quatro séries de rochas metamórficas que dependem das características da rocha inicial ou protolito:
- Série de rochas ultramáficas: o protolito era uma rocha ígnea ultramáfica.
- Série de rochas máficas: o protolito era uma rocha ígnea máficas.
- Série de rochas pelítico-grauváquicas: o protolito era uma rocha sedimentar rica em silício e alumínio.
- Série de rochas calcosilicatadas: o protolito era uma rocha sedimentar carbonatada.

Outro critério para classificar rochas metamórficas é a presença de foliação; assim existem rochas não foliadas e rochas foliadas. Dentro das rochas foliadas distinguem-se:
- Ardósias: são rochas que apresentam pizarrosidade.
- Esquistos: são rochas que apresentam esquistosidade.
- Gneises: são rochas que apresentam bandeado gneisico.

## Rochas sedimentares
À hora de classificar as rochas sedimentares faz-se uma distinção entre rochas detríticas e rochas não detríticas:
- Rochas detríticas: são aquelas rochas formadas por fragmentos.[10] Estes fragmentos costumam ser minerais e fragmentos de rocha que se viram expostos a processos de meteorização.[11] Segundo o diâmetro que apresentem os fragmentos que conformam a rocha, se distinguem:

- Cascalho: os fragmentos apresentam um diâmetro superior a 2 mm. Ao sedimento cementado denomina-se-lhe brecha se os cantos são angulosos, e conglomerado quando os fragmentos são arrendondados.
- Areia: os fragmentos apresentam um diâmetro compreendido entre 0,063 e 2 mm. Se encontra-se cementada, denomina-lha arenito.
- Limo: os fragmentos apresentam um diâmetro compreendido entre 0,004 e 0,063 mm. Se encontra-se cementada, denomina-lha siltito.
- Argila: os fragmentos apresentam um diâmetro inferior a 0,004 mm. Se encontra-se cementada, denomina-lha arcilita.

Dentro das rochas não detríticas se distinguem:
- Rochas de precipitação química: são as rochas que se formam quando precipitam os sais de uma dissolução.[12] Distinguem-se as evaporitas (principalmente gesos e sais), que precipitam em meios continentais ou marinhos onde se produzem intensos processos de evaporação e as rochas carbonatadas, onde predominam os carbonatos, normalmente calcários e dolomitos.
- Rochas orgânicas: formam-se normalmente pela acumulação de restos de organismos. Pertencem a este grupo algumas rochas carbonatadas, algumas rochas silíceas e o carvão.[13]

## Lista de rochas

### Ígneas

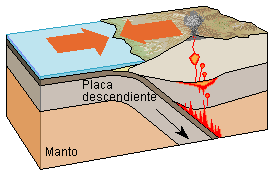
A atividade vulcânica em bordas convergentes de placas litósféricas gera rochas como a andesita

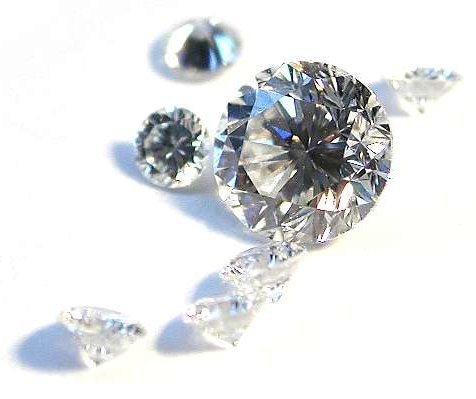
Os diamantes extraem-se das kimberlitas e das lamproítas.

Os maciços graníticos costumam-se ver afectados por diaclasamiento.

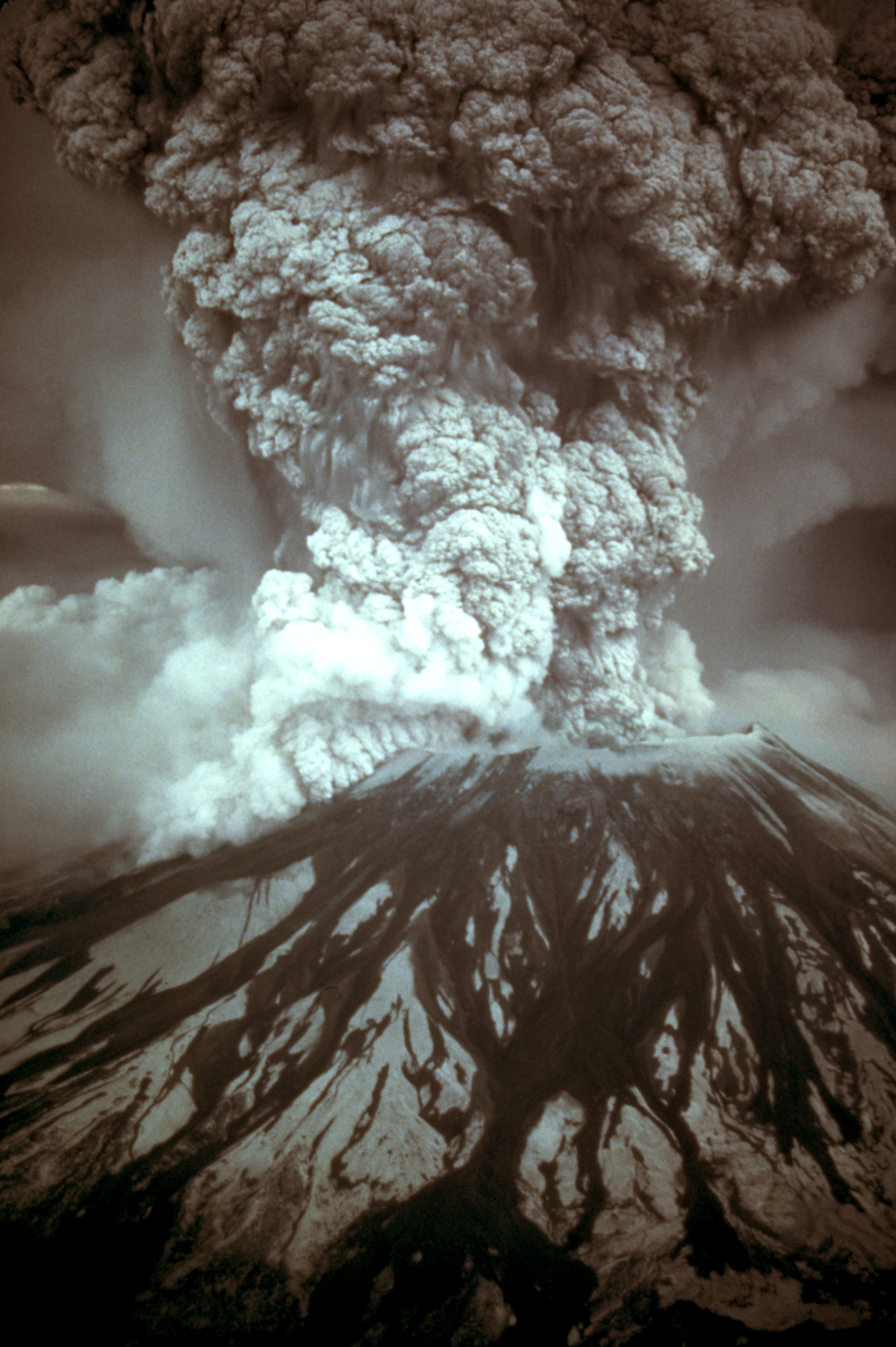
Erupção do Monte Santa Helena no ano 1980. Neste tipo de erupções os vulcões expulsam grandes quantidades de tefra.

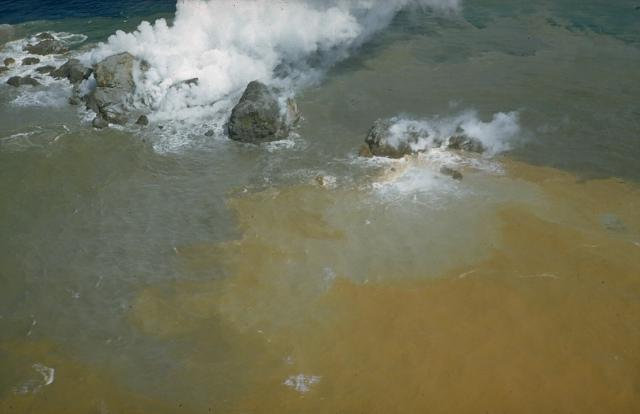
Vulcão submarino Bayonnaise Rocks, em Japão. O enfriamiento rápido das lavas pelo contacto com água gera rochas com grande quantidade de vidro, como a obsidiana.

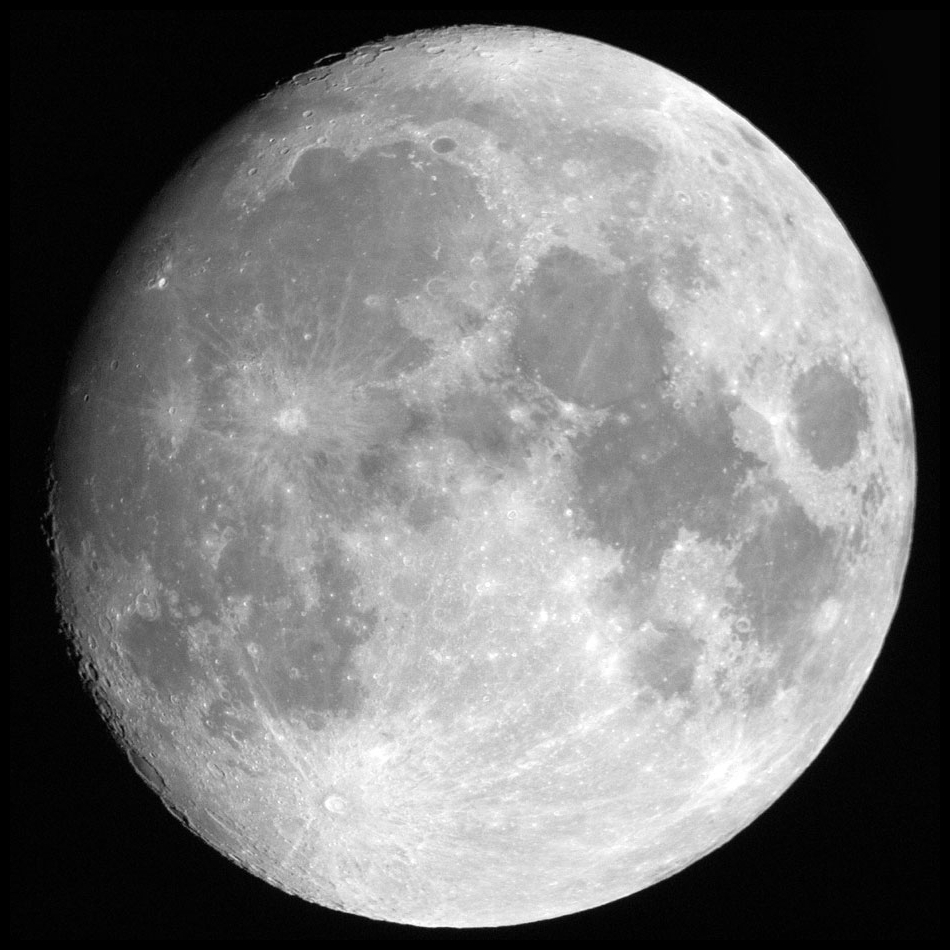
As missões Apollo 16 e Apollo 17 encontraram anortosito na superfície lunar

| Imagem | Nome           | Minerais | Descrição |
| ------ | -------------- | --- | --- |
|        | Andesita       | Plagioclase, horneblenda e ortopiroxena                                                                      | Rocha vulcânica, de grão fino. Forma-se em bordas convergentes de placas litosféricas.                                                                                              |
|        | Ankaramita     | Olivina, piroxena                                                                                            | Rocha vulcânica porfiritica. |
|        | Anortosito     | Plagioclase (labradorita ou bytownita), espinela, horneblenda, piroxena, corindon e granate                  | Rocha plutónica de carácter básico, que está formada quase exclusivamente por plagioclases e que também se encontra na area lunar .                                                 |
|        | Aplito         | Quartzo, feldepato potásico, moscovita, biotita, turmalina e horneblenda                                     | Rocha filoniana de cor branca a cinza clara. |
|        | Basalto        | Plagioclase e piroxena                                                                                       | Rocha vulcânica escura, que costuma se formar em dorsais oceánicas. |
|        | Basanito       | Plagioclase, olivino, feldespatoides e piroxena                                                              | Rocha vulcânica de cor negra a cinza, formando os feldespatoides a matriz, e apresentando-se a plagioclase como fenocristalé.                                                       |
|        | Boninita       | Protoenstatita, ortopiroxena, clinopiroxena e olivina                                                        | Rocha vulcânica com grande quantidade de vidro que contém grande quantidade de magnésio.                                                                                            |
|        | Carbonatita    | Forsterita, clinohumita, serpentina, magnetita, egirina, diópsido e calcita                                  | Rocha vulcânica de grande fluidez que se emite a 500 °C. |
|        | Charnockita    | Quartzo, feldespato, hiperstena, granate e rutilo                                                            | Rocha de composição parecida ao granito, de textura granoblástica. A cor é de blanquecino a verdoso.                                                                                |
|        | Dacita         | Plagioclase, biotita, horneblenda e quartzo                                                                  | Rocha vulcânica com grande quantidade de fenocristales de plagioclase. |
|        | Diabase        | Labradorita, augita, biotita, magnetita e apatito                                                            | Rocha filoniana de composição parecida à do basalto, com textura holocristalina. |
|        | Diorito        | Plagioclase, horneblenda, esfena, epidota, magnetita e allanita                                              | Rocha plutónica, de cor negra, cinza escura ou verdoso. |
|        | Dunito         | Olivina, cromita, clorita, flogopita, brucita e anfíbol                                                      | Peridotita formada em maior medida por olivina, utiliza-se para extrair cromo. |
|        | Essexita       | Labradorita, ortoclasa, augita, biotita e anfíbol                                                            | Rocha plutónica de grão fino de cor cinza escura a negro. |
|        | Foidita        | Feldespatoides                                                                                               | Rocha vulcânica onde a proporção de feldespatoides é maior a um 60%. |
|        | Foidolita      | Feldespatoides                                                                                               | Rocha plutónica com uma quantidade 1,5 vezes menor de feldespatos que de feldespatoides.                                                                                            |
|        | Fonólito       | Nefelina e piroxena                                                                                          | Rocha vulcânica de composição similar à sienita nefelínica. |
|        | Gabro          | Labradorita, bytownita, augita, hiperstena e olivina                                                         | Rocha plutónica de grão grosso e cor escura. |
|        | Granito        | Quartzo, feldespato, biotita, moscovita                                                                      | Rocha plutónica com textura holocristalina, e uma quantidade de quartzo que oscila entre 20-60%, e que forma maciços que costumam estar afectados por diaclasamiento.               |
|        | Granodiorito   | Quartzo, feldespato potásico (microclina e ortosa), plagioclase, horneblenda e biotita                       | Rocha plutónica com textura granular e cor cinza clara. |
|        | Granófiro      | Quartzo, feldespato                                                                                          | Rocha vulcânica ácida porfírica que apresenta uma matriz granular. |
|        | Hornblendita   | Horneblenda                                                                                                  | Rocha plutónica melanocrática com grande quantidade de horneblenda. |
|        | Ignimbrita     | Variável | Rocha vulcânica formada por fluxos piroclásticos, que contém pumitas e cinza. |
|        | Ijolita        | Nefelina e aegirita                                                                                          | Rocha plutónica ultra-alcalina de grão médio ou grosso. |
|        | Kimberlita     | Ilmenita, granate, olivina, clinopriroxeno, magnetita, flogopita, enstatita, perovskita, espinela e diópsido | A kimberlita é uma rocha ígnea e ultrabásica com grande quantidade de voláteis, da que se obtêm os diamantes.                                                                       |
|        | Komatito       | Olivina, piroxena e plagioclase                                                                              | Rochas vulcânicas ultramáficas com altos conteúdos de magnésio, formadas a partir de lavas com temperaturas maiores a 1.600 ºC.                                                     |
|        | Lamprófiro     | Plagioclase, olivina, augita, biotita, apatito e magnetita                                                   | Rocha filoniana porfídica de cores escuras. |
|        | Lamproíta      | Olivina, flogopita, enstatita, richterita, leucita e sanidina                                                | Rocha vulcânica com alto conteúdo em magnésio e potasio. |
|        | Larvikita      | Anortoclasa                                                                                                  | Rocha plutónica de grão grosso e cor cinza, composta em mais de 90% por anortoclasa.                                                                                                |
|        | Latita         | Plagioclase, feldespato potásico                                                                             | Rocha vulcânica equivalente à monzonita, de cor branca, amarillenta, rosácea ou cinza.                                                                                              |
|        | Lherzolita     | Olivina, piroxena                                                                                            | Rocha ígnea procedente do manto terrestre. É uma variedade da peridotita. |
|        | Luxulianita    | Feldespato, quartzo e turmalina                                                                              | Rocha produto da alteração do granito nas fases finais de seu cristalización. |
|        | Migmatita      | Silicatos | Rochas que formam uma transição contínua desde rochas metamórficas até rochas plutónicas, formadas por partes escuras de aspecto metamórfico, e partes claras de aspecto plutónico. |
|        | Monzonita      | Feldespato potásico, plagioclase, biotita, horneblenda e augita                                              | Rocha plutónica de cor clara que se costuma achar nas cercanias de outros plutẽs félsicos.                                                                                          |
|        | Nefelinita     | Nefelina, titanoaugita e titanomagnetita                                                                     | Rocha vulcânica de grão fino, equivalente ao basalto, mas com nefelinas em lugar de plagioclases.                                                                                   |
|        | Norita         | Plagioclase e piroxena                                                                                       | Rocha plutónica de grão grosso equivalente ao gabro, mas com grande abundância de hiperestena, que também se encontra na Lua.                                                       |
|        | Obsidiana      | Vidro | Rocha vulcânica de cor negra brilhante, produto do enfriamiento rápido de lavas. |
|        | Pegmatita      | Quartzo, feldespato, biotita, moscovita                                                                      | Rocha plutónica de grão muito grosso, de composição similar à do granito. |
|        | Peridotita     | Olivina e piroxena                                                                                           | Rocha ultramáfica de cor escura que tende a estar serpentinizada por alteração da olivina.                                                                                          |
|        | Picrita        | Olivina, piroxena, biotita e horneblenda                                                                     | Rocha vulcânica escura, rica em magnésio. |
|        | Piroxenita     | Piroxenas, olivina e horneblenda                                                                             | Rocha plutónica ultramáfica de cor escura que se costumam encontrar em diques, lopolitos ou em bordas de plutões pobres em sílica.                                                  |
|        | Pórfiro        | Variável | Rocha plutónica definida sobre a base de sua textura, que consiste em fenocristales rodeados por uma matriz de grão fino.                                                           |
|        | Pumita         | Variável | Rocha vulcânica ácida que apresenta grande quantidade de vesículas devido ao escape de voláteis.                                                                                    |
|        | Riodacita      | Quartzo, ortosa, plagioclase e biotita                                                                       | Rocha vulcânica de composição intermediária entre a dacita e a riolita. |
|        | Riolita        | Quartzo, sanidina, plagioclase, biotita e magnetita                                                          | Rocha vulcânica de composição similar ao granito, normalmente de grão fino ou muito fino.                                                                                           |
|        | Sienita        | Feldespato potásico, plagoclasa sódica, biotita, horneblenda e piroxena                                      | Rocha plutónica com pouco conteúdo em sílica, com grande quantidade de sodio e potasio.                                                                                             |
|        | Taquilita      | Vidro | Rocha vulcânica formada por vidro de composição básica, gerada por um enfriamiento rápido do magma.                                                                                 |
|        | Tefra          | Variável | Fragmentos de rocha vulcânica que são expulsos durante uma erupção. |
|        | Tefrita        | Plagioclase, feldespatoides e piroxena                                                                       | Rocha vulcânica máfica de cor cinza escura, similar à basanito mas sem olivina. |
|        | Toba vulcânica | Variável | Rocha vulcânica consolidada formada por cinzas e fragmentos de tamanho areia. |
|        | Tonalita       | Quartzo, feldespato potásico, plagioclase sódica, biotita e horneblenda                                      | Rocha plutónica com grande quantidade de quartzo e plagioclase, de grão médio e textura equigranular.                                                                               |
|        | Traquita       | Ortoclasa | Rocha vulcânica equivalente à sienita, normalmente cinza, que pode conter fenocristales de feldespato.                                                                              |
|        | Troctolita     | Olivina e plagioclase                                                                                        | Rocha plutónica de grão grosso que costumam apresentar grande quantidade de magnésio e ferro.                                                                                       |
|        | Variolita      | Plagioclase e piroxena                                                                                       | Rocha de composição básica e grão fino, que apresenta esférulas de plagioclase e piroxena.                                                                                          |
|        | Wehrlita       | Olivina, horneblenda, diópsido e magnetita rica em titanio                                                   | Tipo de peridotita que originalmente se considerava um mineral. |

### Metamórficas

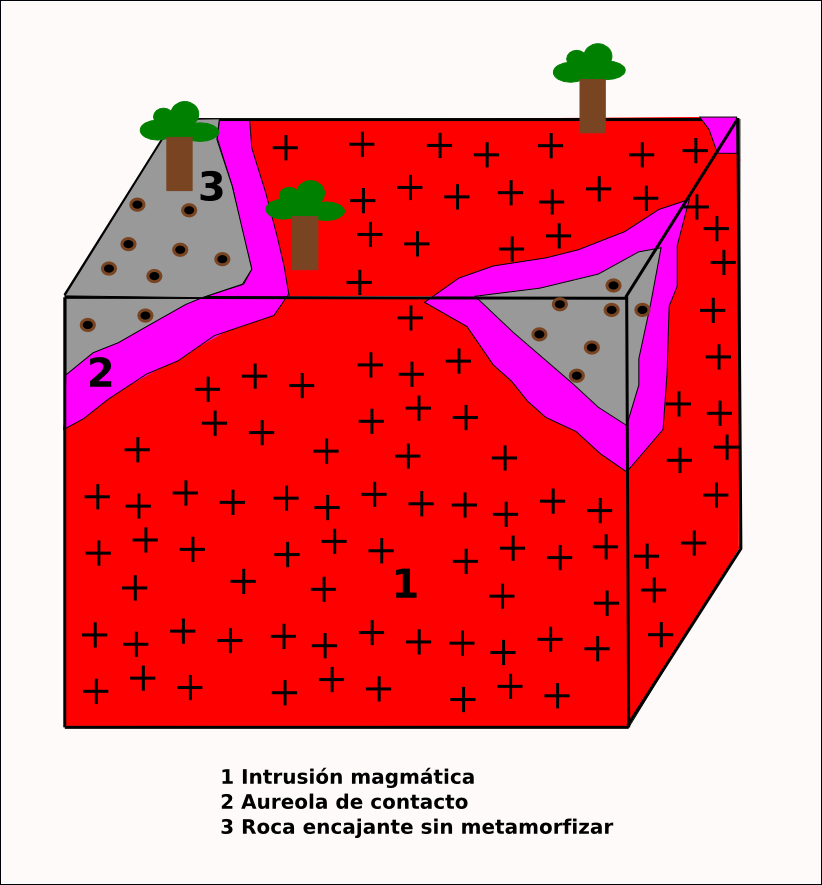
O metamorfismo de contacto gera rochas como as corneanas.

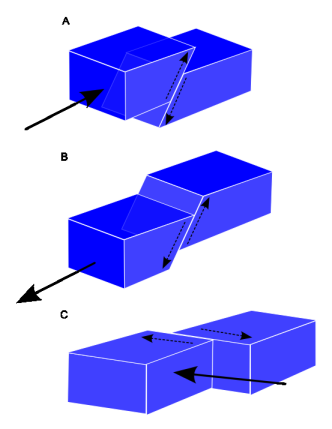
Diferentes tipos de falhas. A: falha inversa; B: falha normal; C: falha de rasgue. Os esforços provocam dinamometamorfismo, um processo pelo qual se formam as milonitas e as cataclasitas.

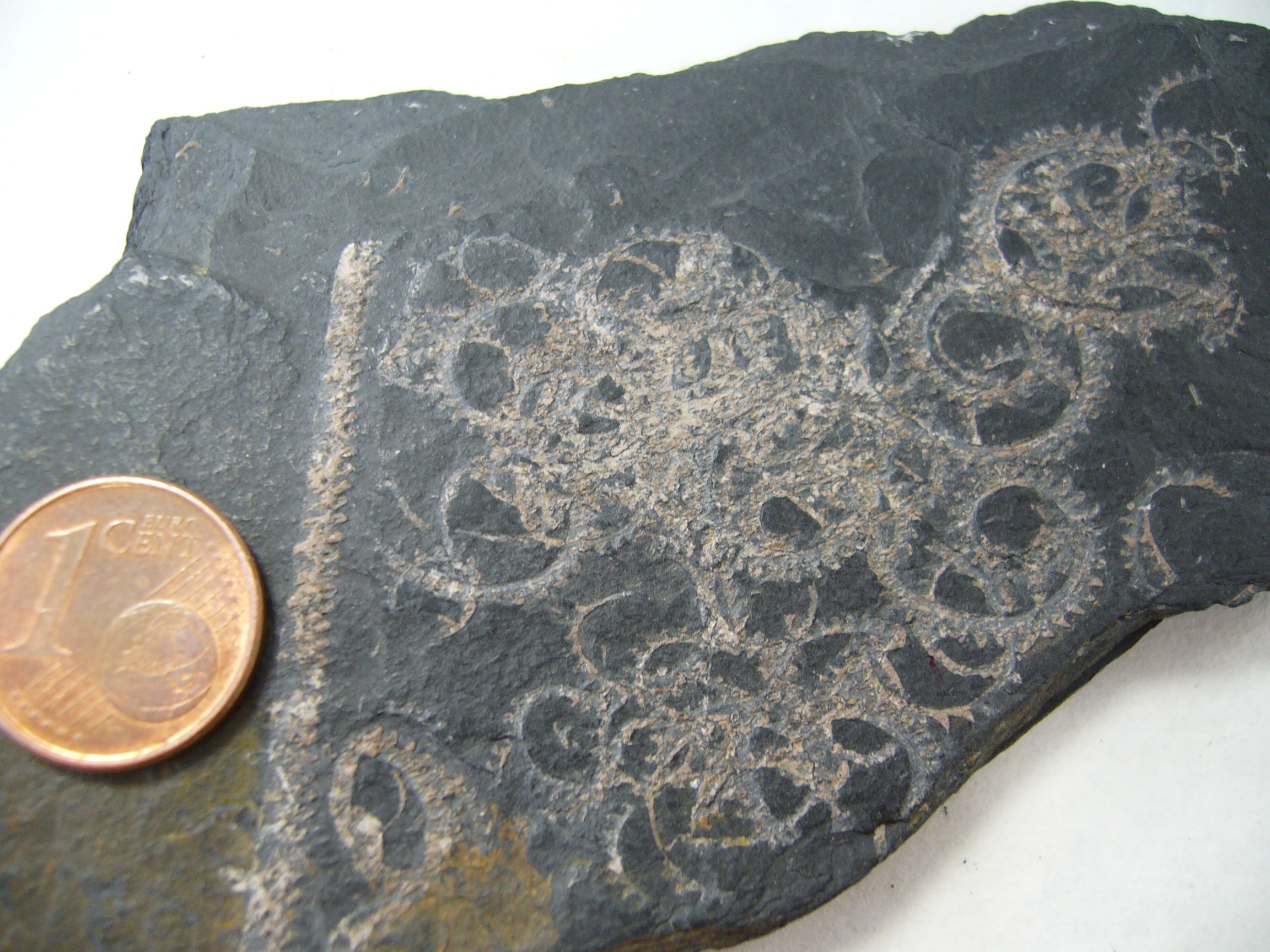
Ardósias com restos de graptolitos. Ao ser esta rocha produto de metamorfismo de grau baixo, algumas conservam fósseis.

| Imagem | Nomeie          | Minerales                                                     | Descrição |
| ------ | --------------- | ------------------------------------------------------------- | --- |
|        | Anfibolito      | Horneblenda, plagioclase, quartzo e micas                     | Rocha metamórfica que pode apresentar foliação, e que se forma a grandes profundidades próxima a batolitos. |
|        | Cataclasita     | Variável                                                      | Rocha que se forma pela acção de falhas. |
|        | Corneana        | Variável                                                      | Rocha não foliada que se forma devido ao metamorfismo de contacto. |
|        | Cuarcita        | Quartzo                                                       | Rocha produto do metamorfismo de rochas silíceas, normalmente arenitos onde predomina o quartzo. Costuma ser de cor clara, ainda que pode ser escura se a rocha mãe continha matéria orgânica.                                                                                            |
|        | Eclogita        | Granate e onfacita                                            | Rocha produto do metamorfismo de rochas básicas. |
|        | Epidosita       | Epidota e quartzo                                             | Rocha produto do metamorfismo de diferentes classes de rochas, como arenitos, calcárias, epidioritas ou anfibolitos. |
|        | Esquisto        | Moscovita, biotita, clorita, quartzo e plagioclase            | Rocha metamórfica foliada com minerales visíveis a simples vista. |
|        | Esquisto azul   | Glaucofana                                                    | Rochas metamórficas que têm sofrido metamorfismo de alta pressão e baixa temperatura. |
|        | Esteatita       | Talco                                                         | Rocha metamórfica composta maioritariamente por talco, produto da alteração hidrotermal de rochas máficas. |
|        | Filita          | Filosilicatos                                                 | Rocha foliada produto do metamorfismo regional que representa a transição entre a ardósia e o esquisto. |
|        | Gneis           | Quartzo, feldespato, mica, piroxena, anfibol, minerais opacos | Rocha metamórfica de alto grau formada pela alternancia de bandas claras (minerais granulares) e bandas escuras (minerales planares). Se o metamorfismo produziu-se sobre um granito, à rocha chama-se-lhe ortogneis; e se produziu-se sobre uma rocha sedimentar, denomina-se paragneis. |
|        | Granulita       | Variável                                                      | Rocha silícea que tem sofrido metamorfismo de alta temperatura, e que carece de foliação ao ter perdido filosilicatos por deshidratación. |
|        | Jadeitita       | Jadeíta                                                       | Rocha que se forma em zonas de metamorfismo de alta pressão. |
|        | Jasperoide      | Sílica                                                        | Rocha composta basicamente por sílica, cuja origem se deve ao substituição de algum outro mineral. |
|        | Litchfieldita   | Albita, nefelina, microlina                                   | Nefelina leucocrática de grão médio, onde da quantidade total de feldespatos, menos da metade correspondem a feldespatos potásicos. |
|        | Mármol          | Calcita, dolomito                                             | Rocha com textura granoblástica produto do metamorfismo de rochas carbonáticas (calcárias, dolomitos, arenitos calcáreas...). |
|        | Migmatita       | Silicatos                                                     | Rochas que formam uma transição contínua desde rochas metamórficas até rochas plutónicas, formadas por partes escuras de aspecto metamórfico, e partes claras de aspecto plutónico. |
|        | Milonita        | Variável                                                      | Rocha produto do dinamometamorfismo, que se forma em zonas de cizalla dúctil. |
|        | Novaculita      | Sílica                                                        | Variedade de sílex metamorfizado de cor branca a cinza escura, e que aflora nas Montanhas Ouachita. |
|        | Ardósia         | Filosilicatos                                                 | Rocha metamórfica de baixo grau e grão fino, que apresenta foliação. |
|        | Pseudotaquilita | Variável                                                      | Rocha metamórfica formada pela acção de esforços de cizalla, que fundem e fracturam a rocha. |
|        | Rocha verde     | Actinolita, albita e epidota                                  | Rocha produto do metamorfismo de rochas ígneas básicas, e que carece de esquistosidad. |
|        | Serpentinita    | Antigorita, talco, magnetita, cromita, magnesita e dolomita   | Rocha de cor verde produto do metamorfismo de peridotitas. |
|        | Skarn           | Silicatos cálcicos                                            | Rocha metamórfica formada em zonas de metamorfismo regional, metamorfismo de contacto e metasomatismo, que costumam apresentar silicatos cálcicos, granate e piroxena. |

### Sedimentares

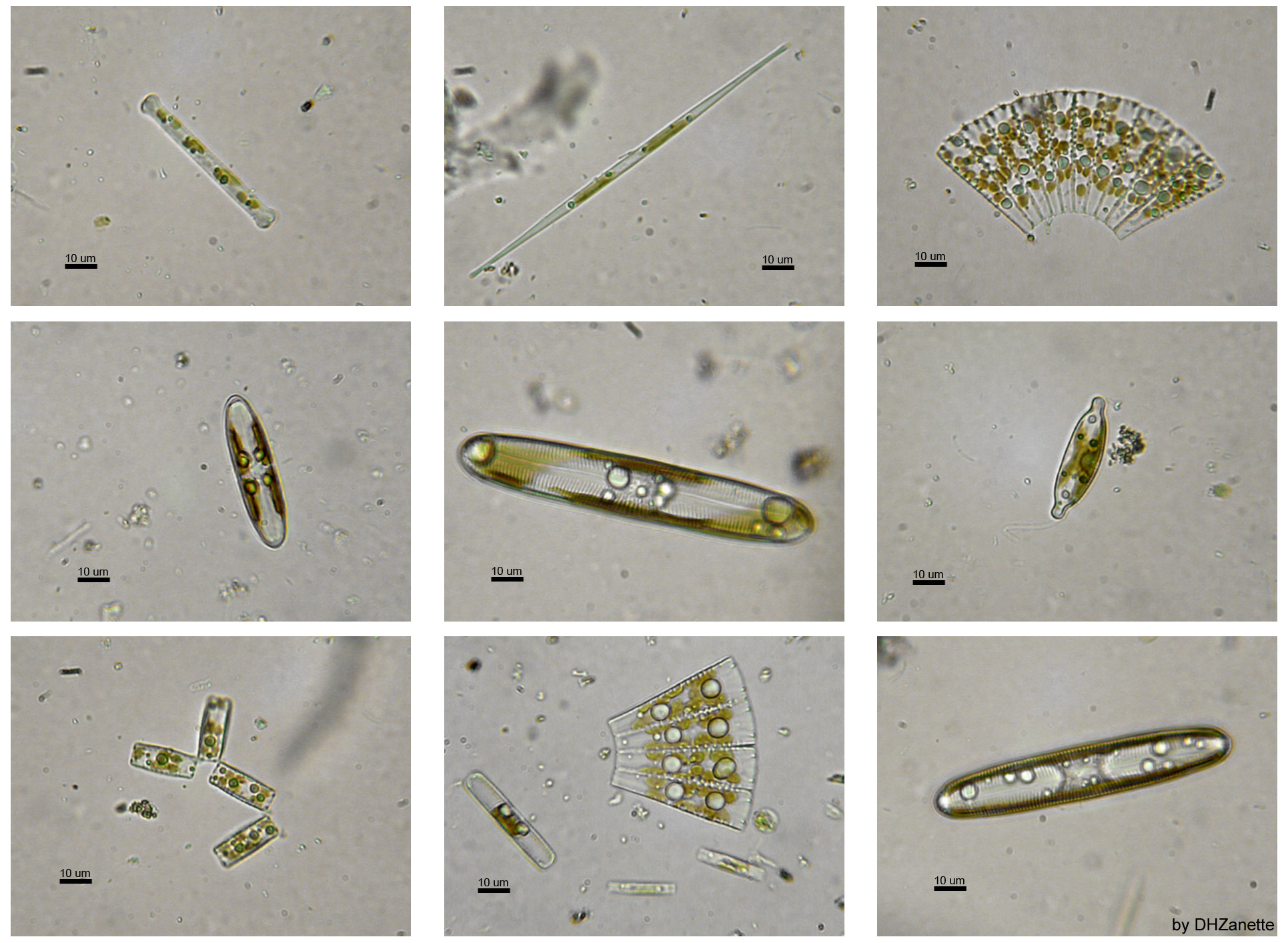
Diatomeas ao microscópio. A acumulação das frústulas destas algas formam as diatomitas.

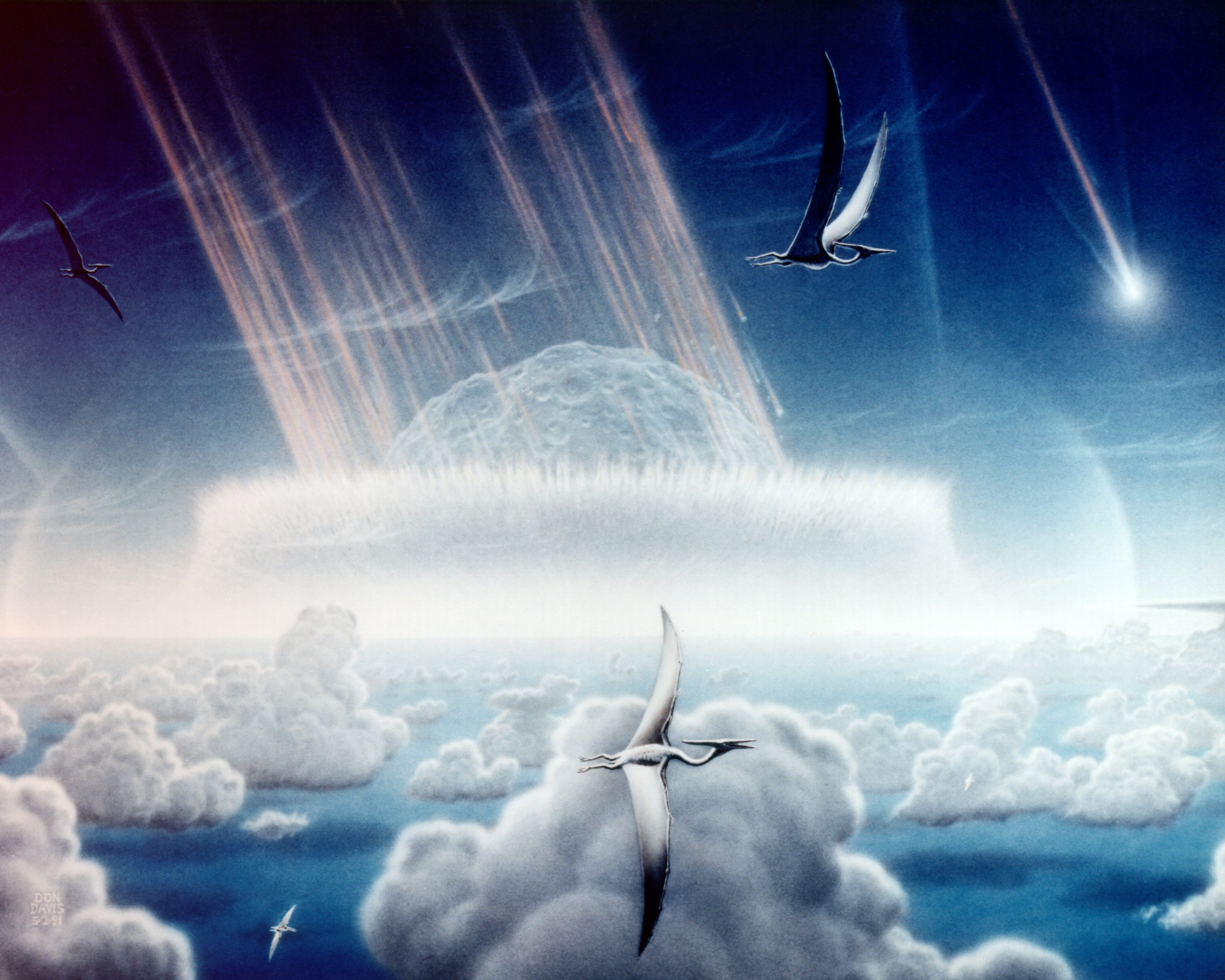
Certos tipos de brechas formam-se como consequência de um impacto meteorítico.

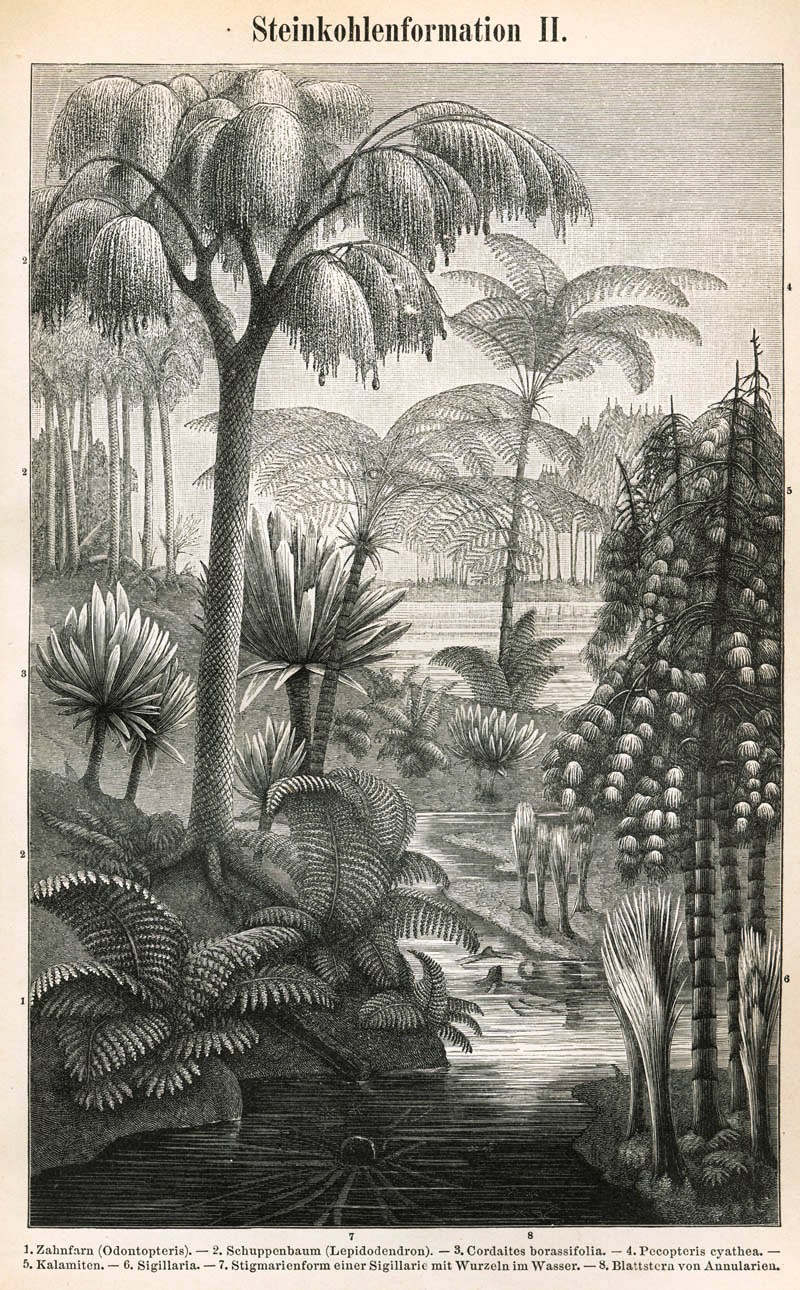
Reconstrução de um bosque do Carbonífero. Grande parte do carvão depositou-se durante este período geológico.

| Imagem    | Nomeie                        | Minerales                                    | Descrição |
| --------- | ----------------------------- | -------------------------------------------- | --- |
|           | Antracite                     | Carbono                                      | Carvão de cor negra e brilhante, com um conteúdo maior ao 95% de carbono. |
|           | Arcilita                      | Filosilicatos                                | Rocha sedimentar formada pelo endurecimento devido à pressão e desecação de uma argila.                                                                                                   |
|           | Argila                        | Filosilicatos                                | Rocha sedimentar detrítica não cementada cujas partículas possuem um diâmetro inferior a 1/256 mm.                                                                                        |
|           | Arcose                        | Quartzo e feldespato potásico                | A arcose é uma arenito de quartzo, de grão mau arrendondado, com um mínimo de 25% de feldespato. Deriva-se de uma erosão rápida de rochas de composição granítica.                        |
|           | Areia                         | Variável                                     | Rocha sedimentar solta produto da desgregação de uma rocha preexistente, cujos grãos têm um diâmetro que oscila entre 0,0625 e 2 mm.                                                      |
|           | Arenito                       | Variável                                     | Rocha sedimentar detrítica cementada, cujo tamanho de grão se encontra compreendido entre 1/16 e 2 mm, e que se classificam segundo a quantidade de matriz e pela composição dos clastos. |
| Argillita | Argilita                      | Filosilicatos                                | A arcilita é uma rocha proveniente da compactação da argila, e que pode estar ligeiramente metamorfizada.                                                                                 |
|           | Brecha                        | Variável                                     | Rocha com matriz consolidada que engloba clastos angulosos, e que se formam em impactos meteoríticos, sócias a vulcanismo, por colapso em zonas cársticas, etc.                           |
|           | Calcário                      | Calcita, dolomita                            | Rocha sedimentar composta por carbonatos, de origem químico, biológico ou detrítico. |
|           | Carvão                        | Carbono                                      | Rocha sedimentar combustível, formada pela alteração da vegetação quando se enterra a grande profundidade.                                                                                |
|           | Carniola                      | Calcita, dolomito e hidróxidos de ferro      | Evaporita de cor pardo, amarilento, grisáceo ou rojizo, que apresenta vacuolas angulosas.                                                                                                 |
|           | Conglomerado                  | Variável                                     | Rocha sedimentar detrítica formada por cantos rodados de diâmetro maior a 2 mm. |
|           | Diamictita                    | Variável                                     | Rocha siliciclástica com matriz fangosa e cascalho de diferentes tamanhos, que apresenta uma selecção pobre.                                                                              |
|           | Diatomita                     | Sílica                                       | Rocha sedimentaria silícea formada pela acumulação de fóssilé de diatomeas. |
|           | Dolomito                      | Dolomita                                     | Rocha carbonática que se forma pela substituição que sofrem as calcárias de íones de cálcio por íones de magnésio.                                                                        |
|           | Formações ferríferas bandadas | Hematites, magnetita, sílex                  | Rocha formada por bandas de minerales de ferro e sílex. |
|           | Grauvaque                     | Variável                                     | Arenito com um volume maior de 15% de matriz, sócia a deslizamentos submarinos sócios a zonas de subdução.                                                                                |
|           | Cascalho                      | Variável                                     | Rocha sedimentar detrítica não cementada cujas partículas possuem um diâmetro superior a 2 mm.                                                                                            |
|           | Hulha                         | Carbono                                      | Rocha combustível densa de cor negra ou castanho escuro, com uma quantidade de carbono que oscila entre o 45 e o 86%.                                                                     |
|           | Lignito                       | Carbono                                      | Rocha combustível com um volume de água menor ao 75%, que aparece em sedimentos pouco compactados, e no que se podem apreciar restos de madeira, frutos e folhas.                         |
|           | Silte                         | Variável                                     | Rocha sedimentar detrítica solta com um tamanho de partículas compreendido entre 0,06 e 0,004 mm.                                                                                         |
|           | Siltito                       | Filosilicatos, quartzo, calcedonia e calcita | Rocha sedimentar detrítica compactada com um tamanho de partículas compreendido entre 0,06 e 0,004 mm.                                                                                    |
|           | Lamito                        | Filosilicatos                                | Rocha sedimentar detrítica de pouca plasticidade e coesão, e com pouco conteúdo em água.                                                                                                  |
|           | Marga                         | Calcita, filosilicatos                       | Rocha sedimentar constituída por argilas e um 35-65% de carbonato cálcico, que se forma em ambientes aquáticos e climas quentes.                                                          |
|           | Peperita                      | Variável                                     | Rocha volcanosedimentar composta de fragmentos de rochas ígneas que se original ao entrar lava em contacto com sedimentos húmidos.                                                        |
|           | Sílex                         | Sílica                                       | Rocha silícea dura e compacta de origem química, que aparece em nódulos ou formando estratos.                                                                                             |
|           | Travertino                    | Carbonatos                                   | Rocha carbonatada formada pela precipitação de carbonato cálcico de águas subterrâneas, e que costumam conservar fósseis de moluscos e de restos vegetais.                                |
|           | Gipsita                       | Gesso                                        | Evaporita monominerálica que precipita em massas de água salobra sócia a outros sulfatos e sais.                                                                                          |